# Ceropegia inornata
Ceropegia inornata là một loài thực vật có hoa trong họ La bố ma. Loài này được P.R.O.Bally ex Masinde mô tả khoa học đầu tiên năm 1998.